# Mike Macaluso
Michael Emilius "Mike" Macaluso (Buffalo, Nueva York, 20 de julio de 1951-16 de noviembre de 2022) fue un jugador de baloncesto estadounidense que jugó una temporada en la NBA. Con 1,96 metros de estatura, lo hacía en la posición de alero.

## Trayectoria deportiva

### Universidad
Jugó durante tres temporadas con los Golden Griffins del Canisius College, en las que promedió 15,9 puntos y 8,7 rebotes por partido, siendo el máximo anotador del equipo en las tres temporadas. Fue el noveno jugador de su universidad en alcanzar los 1.000 puntos de anotación.

### Profesional
Fue elegido en la octogésimo octava posición del Draft de la NBA de 1973 por Buffalo Braves, y también por los Kentucky Colonels en el draft de la ABA, fichando por los primeros. Jugó una temporada en los Braves, en la que promedió 1,6 puntos por partido.

## Estadísticas de su carrera en la NBA

### Temporada regular
| Temporada | Edad | Equipo         | Liga | Pos. | P  | TIT | MIN | TC  | TCA | %TC  | 3P | 3PA | %3P | 2P  | 2PA | %2P  | TL  | TLA | %TL  | R.OF. | R.DEF. | REB | ASIS | ROB | TAP | PER | FP  | PTS |
| 1973-74   | 22   | Buffalo Braves | NBA  | SF   | 30 |     | 3.7 | 0.6 | 1.5 | .432 |    |     |     | 0.6 | 1.5 | .432 | 0.3 | 0.6 | .588 | 0.3   | 0.5    | 0.8 | 0.1  | 0.2 | 0.0 |     | 1.0 | 1.6 |
| Total     |      |                | NBA  |      | 30 |     | 3.7 | 0.6 | 1.5 | .432 |    |     |     | 0.6 | 1.5 | .432 | 0.3 | 0.6 | .588 | 0.3   | 0.5    | 0.8 | 0.1  | 0.2 | 0.0 |     | 1.0 | 1.6 |